# جمجمه‌های بلورین

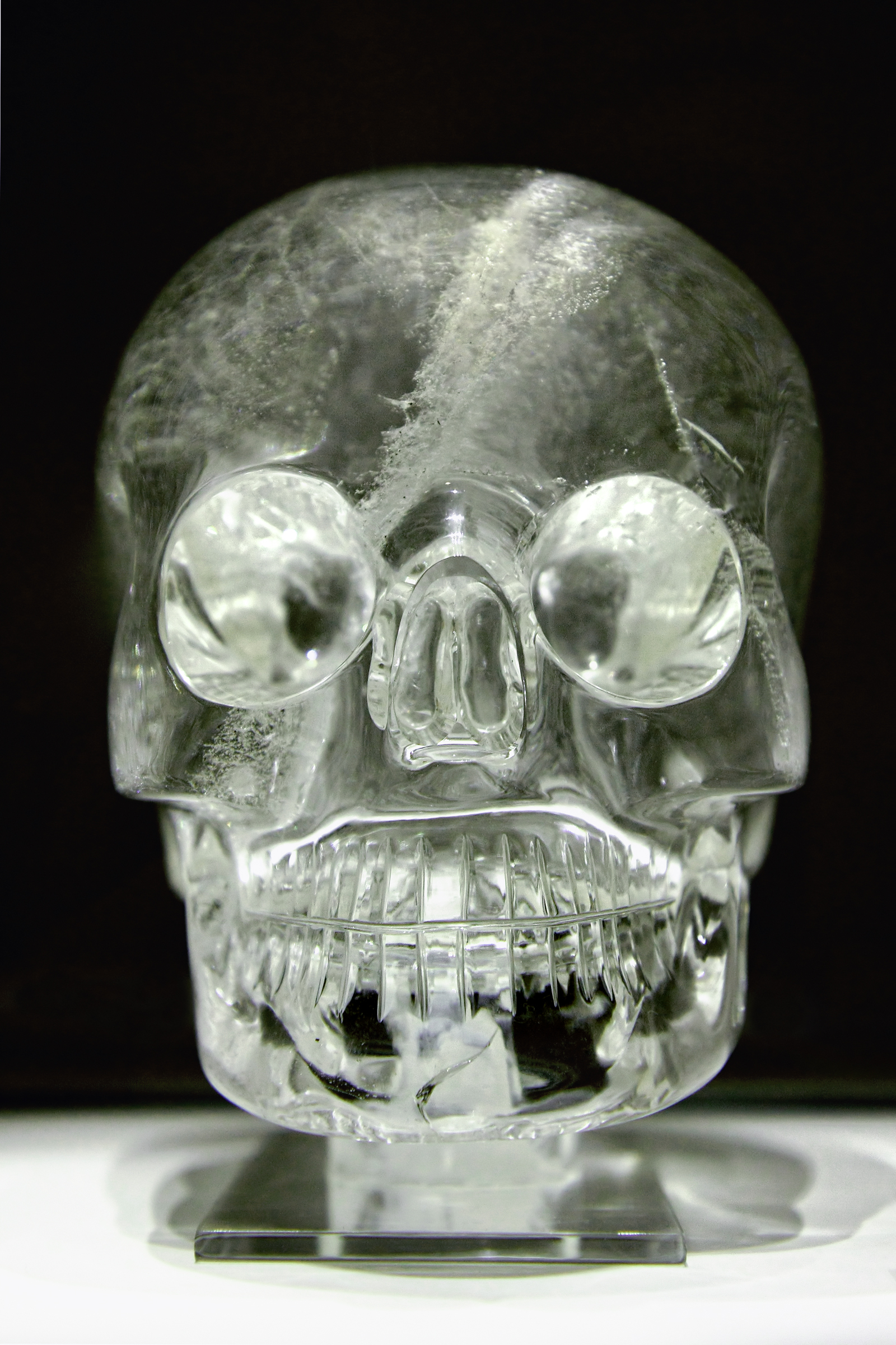
جمجمهٔ بلورین در موزهٔ بریتانیا

جمجمه‌های بلورین آثار کنده‌کاری شده از جنس کوارتز شفاف یا شیری‌رنگ یا انواع دیگر کوارتز به شکل جمجمه انسان هستند که ادعا می‌شود در آمریکای میانه در دوره پیش از کشف آمریکا توسط کریستف کلمب ساخته شده‌اند. هرچند تاکنون انتساب هیچ‌کدام از نمونه‌های آزمایش شده به دوران پیش از کلمب توسط بررسی‌های علمی تأیید نشده‌است. بررسی‌های علمی نشان می‌دهد که این جمجمه‌ها در میانه یا انتهای سدۀ نوزدهم میلادی و به احتمال زیاد در اروپا ساخته شده‌اند.
در بعضی منابع ادعا می‌شود که این جمجمه‌ها دارای قدرت‌های فراطبیعی هستند و در داستان‌های مختلف، فیلم‌های سینمایی، سریال‌های علمی-تخیلی و بازی‌های کامپیوتری مختلفی به این قدرت‌ها اشاره شده‌است. با این وجود اثری از این جمجمه‌ها در منابع اسطوره‌شناسی یا مذهبی آمریکای میانه یا دیگر بومیان آمریکا وجود ندارد.